# Rémi Joseph Isidore Exelmans

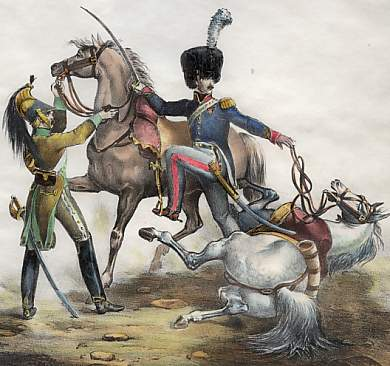
Rémi Joseph Isidore Exelmans a la batalla de Vertingen.

Rémi Joseph Isidore Exelmans, 1r Comte Exelmans (13 de novembre de 1775 - 22 de juny de 1852) va ser un distingit soldat francès de les Guerres Revolucionàries i les Guerres Napoleòniques, i també una figura política del següent període.

## Vida

### Primera etapa de la seva carrera
Nascut a Bar-le-Duc, Lorena, va entrar a l'exèrcit als 16 anys, allistant-se com a voluntari en el 3r batalló de l'Exèrcit Revolucionari Francès del Mosa (1791). Va arribar a ser tinent al 1797, i el 1798 es va convertir en ajudant de camp de Jean Baptiste Eblé, i en el següent any de Jean-Baptiste Broussier.
En la seva primera campanya a la Península Italiana es va distingir molt; i a l'abril de 1799 va ser recompensat pels seus serveis amb el grau de capità de dragons. En el mateix any va prendre part amb honor en la conquesta del Regne de Nàpols i va ser ascendit de nou, i el 1801 va arribar a ser l'ajudant de camp de Joachim Murat.

### Ajudant de Murat
Durant el Primer Imperi Francès va acompanyar a Murat en les campanyes contra la tercera i quarta coalicions (a l'Imperi austríac, Prússia, i Polònia, 1805-1807). En el pas del Danubi, i en l'acció de Wertingen, es va distingir especialment; va ser nomenat coronel per la valentia que va demostrar a la batalla de Austerlitz, i general de brigada per la seva conducta a la batalla de Eylau (1807).
El 1808, durant la Guerra del Francès, va acompanyar a Joachim Murat a Espanya, però va ser fet presoner allí per tropes britàniques, i portat a Anglaterra. En recuperar la seva llibertat el 1811 va ser a Nàpols, on Murat, que era el rei, el va designar gran senyor de la cavalleria. Exelmans, no obstant això, es va reincorporar a l'exèrcit francès a la vigília de la invasió napoleònica de Rússia, i al camp de Borodinó va guanyar el grau de general de divisió.

### 1813-1815
A la retirada de Moscou, la seva valentia es va fer manifesta en diverses ocasions. El 1813 va ser nomenat gran oficial de la Legió d'Honor, pels seus serveis a la campanya de Saxònia i Silèsia en la Sisena Coalició, i el 1814 va ser reconegut pel seu paper a la Campanya dels Sis Dies.
Durant la primera Restauració Borbònica, Exelmans va conservar la seva posició a l'exèrcit. El gener de 1815 va ser jutjat, acusat de tenir relacions traïdores amb Murat, però va ser absolt. El retorn de Napoleó d'Elba (els Cent Dies) va fer a Exelmans par de França, i el va posar al comandament de l'II Cos de Cavalleria durant la campanya de Waterloo. El 16 de juny el cos va participar en la batalla de Ligny i dos dies després a la batalla de Wavre. A les últimes operacions prop de París, va guanyar gran distinció l'1 de juliol a la batalla de Rocquencourt on unitats sota el seu comandament van destruir la brigada d'hússars prussiana sota el comandament del coronel von Sohr.

### La Restauració, la Monarquia de Juliol, i el Segon Imperi Francès
Després de la segona Restauració Borbònica va censurar, a la Càmbra dels Pars, l'execució del mariscal Ney com un abominable assassinat; més tard, va viure a l'exili al sud dels Països Baixos i a Nassau, fins al 1819, quan va ser cridat a França.
El 1828 va ser designat inspector general de cavalleria; i després de la Revolució de juliol de 1830, va rebre del rei Lluís Felip la Gran Creu de la Legió d'Honor, i va ser rehabilitat com a par de França.
A la Revolució de 1848 Exelmans va ser un dels partidaris de Lluís Napoleó; en reconeixement de la seva llarga i brillant carrera militar, va ser ascendit a la dignitat de mariscal de França el 1851 (sota el Segon Imperi Francès). La seva mort va ser el resultat d'una caiguda del seu cavall.